# Claude Duval
Claude Duval, o Du Vall (Domfront, 1643 – Tyburn, 21 giugno 1670), è stato un brigante francese diventato celebre per i modi galanti con cui interagiva nei confronti di chi derubava.

## Biografia
Duval nacque in Normandia nel 1643 da una famiglia di umili origini. Trasferitosi a Parigi, iniziò a lavorare come servo all'età di 14 anni. Nel 1660, anno in cui ebbe inizio la restaurazione inglese, emigrò in Inghilterra facendo da paggio a una non meglio specificata "persona di qualità" (si pensa che fosse il duca di Richmond Charles Lennox). Arrivato sul suolo inglese affittò una casa a Wokingham e si diede presto alla malavita, diventando per molti un "bandito gentiluomo" per la sua galanteria nei confronti delle persone di sesso femminile che derubava. Stando a uno dei vari resoconti sulla sua vita, mentre si trovava a Hounslow Heath o a Bagshot Heath Duval avrebbe fermato una carrozza su cui viaggiavano un signore e sua moglie che avevano con loro 400 sterline. La donna avrebbe iniziato a suonare un flagioletto e Duval le avrebbe chiesto di ballare con lei mentre il marito li avrebbe guardati. Duval avrebbe quindi costretto l'uomo a pagargli 100 sterline per averlo intrattenuto e l'uomo avrebbe acconsentito. In seguito il bandito avrebbe permesso alla coppia di proseguire la loro strada. Duval divenne temuto e furono promesse grandi ricompense a chi fosse riuscito a catturarlo. Braccato dalle forze dell'ordine locali, Duval tentò la fuga in Francia, ma fece ritorno dopo pochi mesi in Inghilterra. Venne trovato e arrestato a Chandos Street, a Londra, dopo dieci anni di attività. Citato in giudizio il 21 gennaio 1670, Duval venne impiccato il giorno stesso a Tyburn. Egli è sepolto nella chiesa di San Paolo a Covent Garden, a Londra.

## Nella cultura di massa
- Si pensa che la figura del Macheath dell'opera satirica L'opera del mendicante (1728) sia ispirata a Duval.[4]
- Claude Duval è raffigurato in una tela omonima di William Powell Frith del 1860 oggi esposta presso la Manchester Art Gallery.[5]
- Duval è protagonista del cortometraggio omonimo del 1924 diretto da George A. Cooper.